# Hotel Artemis
Hotel Artemis (conocida como Hotel de criminales en Hispanoamérica) es una película estadounidense de acción y ciencia ficción escrita y dirigida por Drew Pearce, en su debut como director.  Es protagonizada por Jodie Foster, Sterling K. Brown, Sofia Boutella, Jeff Goldblum, Brian Tyree Henry, Jenny Slate, Zachary Quinto, Charlie Day y Dave Bautista. Fue estrenada en los Estados Unidos el 8 de junio de 2018. La Premier de la película en Los Ángeles tuvo lugar el 19 de mayo de 2018 en Regency Village y Bruin Theatres en Westwood, California. Global Road Entertainment lanzó pósteres de los personajes para publicitar Hotel Artemis el 23 de mayo de 2018. Cada póster en el set de 6 pósteres muestra un homenaje a una obra literaria famosa o una referencia a alguna película de Los Ángeles, como el actor Sterling K. Brown unido a la portada del libro de Raymond Chandler, El largo adiós y el actor Charlie Day unido al póster de la película American Gigolo.

## Sinopsis
En un futuro cercano, Jean Thomas (Jodie Foster) es una mujer que está encargada de un hospital secreto para criminales en Los Ángeles llamado Hotel Artemis.

## Reparto
- Jodie Foster como Jean Thomas (La Enfermera).
- Sterling K. Brown como Waikiki.
- Sofia Boutella como Nice.
- Jeff Goldblum como Niagara (El Rey Lobo).
- Brian Tyree Henry como Honolulu.
- Jenny Slate como Morgan.
- Zachary Quinto como Crosby.
- Charlie Day como Acapulco.
- Dave Bautista como Everest.
- Kenneth Choi
- J. Tillman

## Producción
Lionsgate adquirió los derechos de distribución internacionales de la película en el Festival Internacional de Cine de Berlín de 2017, con WME Global negociando para el estreno en Norteamérica.  La filmación comenzó en Los Ángeles en mayo de 2017.

## Recepción
Hotel Artemis recibió reseñas mixtas de parte de la crítica y de la audiencia. En la página web Rotten Tomatoes, la película obtuvo una aprobación de 58%, basada en 105 reseñas, con una calificación de 5.8/10, mientras que de parte de la audiencia tuvo una aprobación de 37%, basada en 736 votos, con una calificación de 2.8/5.
Metacritic le dio a la película una puntuación 57 de 100, basada en 34 reseñas, indicando "reseñas mixtas". Las audiencias encuestadas por CinemaScore le han dado a la película una "C-" en una escala de A+ a F, mientras que en el sitio web IMDb los usuarios le han dado una calificación de 6.3/10, sobre la base de 2381 votos.